# دورفپروتسلتن
دورفپروتسلتن (به آلمانی: Dorfprozelten) یک شهر  در آلمان است که در میلتنبرگ واقع شده‌است.